# Weibsbilder (Fernsehserie)
Weibsbilder war eine Sketch-Comedy-Fernsehserie, die auf dem Sender Sat.1 von 2006 bis 2007 ausgestrahlt wurde. Die Idee zur Serie kam von den Berliner Autoren Anne von Vaszary und Michael Reinhard. Produziert hat sie der Comedian Markus Maria Profitlich. Die Hauptdarstellerinnen sind Mackie Heilmann, Sabine Menne und Judith Döker. Regie führte Matthias Kitter.
Gesendet wurde die Serie bei Sat.1, Puls 4 und dem Kabelkanal Sat.1 Comedy.

## Konzept
Die Rahmenhandlung zeigt drei Angestellte eines Schönheitssalons im Kampf um Kunden, Privatleben und Pausen. Die Hauptdarstellerinnen schlüpfen dabei in kurzen Sketchen in sehr verschiedene Frauenrollen und zeigen dabei die weibliche Sicht der Dinge, auch auf männliche Themen wie Fußball und Autos.
Die Serie ist in der Tradition der britischen Frauencomedy Smack the Pony gestaltet.

## Ausstrahlung
Die erste Folge wurde am 17. März 2006 um 21:45 Uhr auf Sat.1 ausgestrahlt. Diese sahen insgesamt 2,88 Millionen Zuschauer bei 9,8 Prozent Marktanteil. In der Gruppe der werberelevanten Zielgruppe waren es 1,79 Millionen Zuschauer (15,0 Prozent).
| Staffel | Episodenanzahl | Erstausstrahlung  | Erstausstrahlung  |
| Staffel | Episodenanzahl | Staffelpremiere   | Staffelfinale     |
| ------- | -------------- | ----------------- | ----------------- |
| 1       | 8              | 17. März 2006     | 12. Mai 2006      |
| 2       | 17             | 8. September 2006 | 29. Dezember 2006 |
| 3       | 15             | 7. September 2007 | 14. Dezember 2007 |